# Dieter Neubauer (Chemiker)

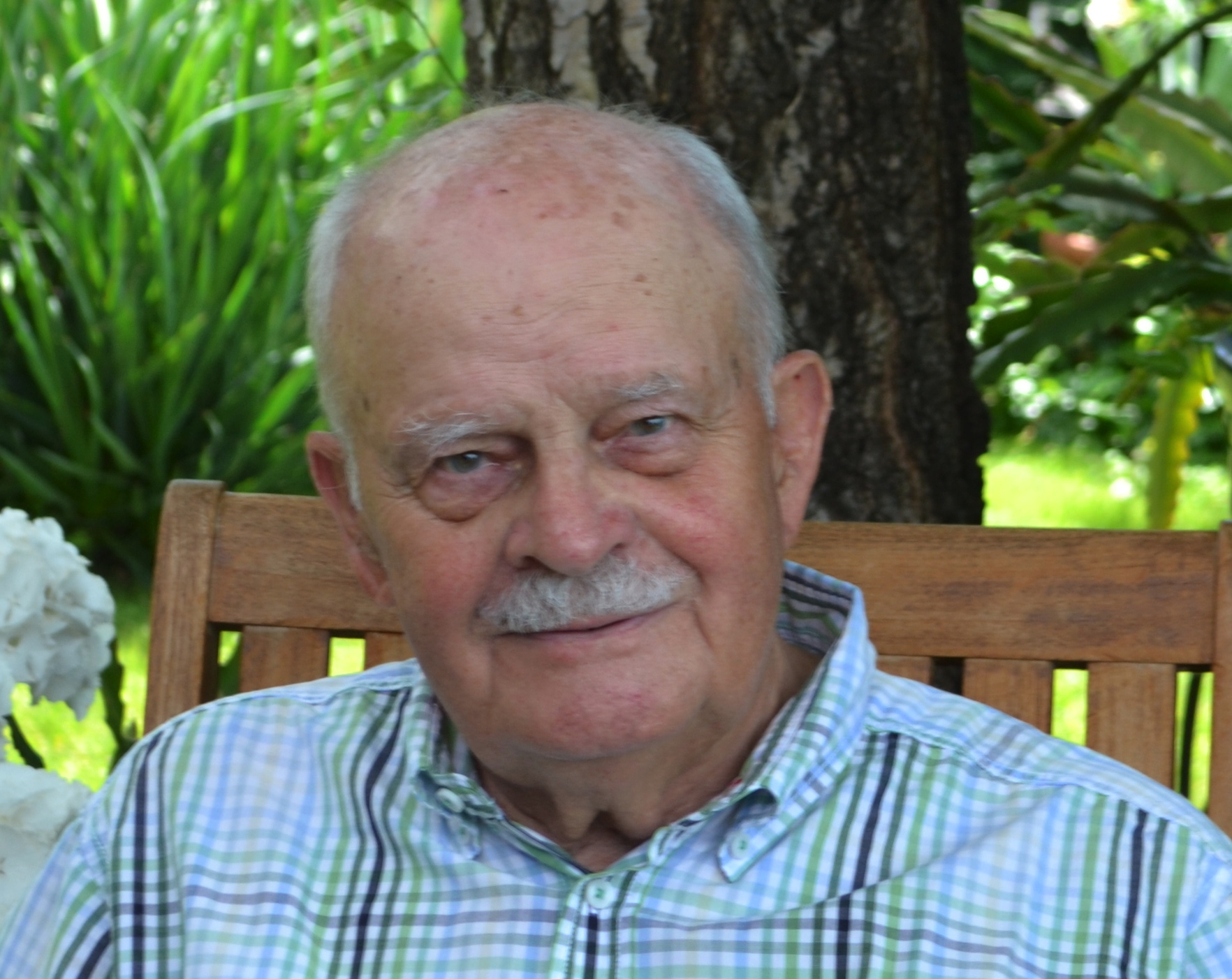
Dieter Neubauer (2016)

Dieter Neubauer (* 28. April 1934 in Ludwigshafen am Rhein) ist ein deutscher Chemiker. Er hat seit 1960 für die BASF gearbeitet und ist als Sachbuchautor bekannt.

## Leben
Nach dem Abitur in Ludwigshafen am Rhein studierte Neubauer 1953 bis 1959 Chemie – u. a. mit dem Nebenfach Mineralogie – an der Ruprecht-Karls-Universität Heidelberg. Seine Doktorarbeit zur Struktur von Metall-Schwefel-Stickstoffverbindungen fertigte er im Arbeitskreis von Margot Becke-Goehring an der Universität Heidelberg an. Ab 1960 war Neubauer für die BASF AG in Ludwigshafen tätig, wobei er sich zunächst der Erforschung von Hochdruckreaktionen des Kohlenmonoxids widmete. Darauf folgte eine dreijährige Betriebstätigkeit in der Hochdruckabteilung mit längeren Arbeitsaufenthalten in Texas, Kalifornien und Puerto Rico sowie eine Stabsaufgabe. Zu Beginn des Jahres 1972 übernahm er bei der spanischen Tochtergesellschaft der BASF Española als Mitglied des Vorstands und technischer Direktor die Leitung des Werks in Tarragona.
1979 kehrte er nach Deutschland zurück, arbeitete aber weiter als Technischer Vorstand beziehungsweise Geschäftsführer für zwei Tochtergesellschaften des Konzerns im Ruhrgebiet und in Wesseling bei Köln. Zwischen diesen Tätigkeiten übernahm er von 1986 bis 1988 die Leitung der Düngemittelproduktion in Ludwigshafen. 1995 ging er in den Ruhestand.
Bekanntheit erlangte Neubauer als sprachmächtiger und komplexe Fakten anschaulich erklärender Sachbuchautor mit einem breiten – meist naturwissenschaftlich inspirierten – Themenspektrum. Seine Bücher erschienen teilweise in mehreren Auflagen und wurden in andere Sprachen übersetzt.
Neubauer ist seit 1960 mit Margot geb. Helbig verheiratet und hat zwei Töchter.

## Werke
Das Themenspektrum seiner publizierten Arbeiten ist ungewöhnlich weit, es reicht von Reiseliteratur über inspirierende und ungewöhnliche Bücher zur anorganischen Chemie und zur organischen Chemie bis zu wissenschaftlichen Originalarbeiten.

### Veröffentlichungen
- mit N. v. Kutepow, K. Bittler und H. Reis: Carbonylierung von Olefinen bei milden Temperaturbedingungen in Gegenwart von Palladiumkomplexen. In: Angewandte Chemie. 80, 1968, S. 352–359; Angewandte Chemie International Edition. in English, 7 (1968), S. 329–335.
- La construcción megalítica de las murallas ibero-romanas de Tarragona. In: Butlletí Arqueològic Época. V, (1980), núm. 2, S. 107–112.
- Costa Brava kennen und lieben. LN-Verlag, Lübeck 1981, ISBN 3-87498-273-4.
- Madrid kennen und lieben. LN-Verlag, Lübeck 1982, ISBN 3-87498-307-2.
- Costa del Sol – Andalusien kennen und lieben. LN-Verlag, Lübeck 1988, ISBN 3-87498-382-X.
- Wie werden wir die Kunststoffe wieder los? Das Verhängnis der Unvergänglichkeit. In: Der Rotarier. 44, 519, (1994), S. 32–37.
- Wasser-Spiele – Experimente mit dem nassen Element. Rowohlt Taschenbuch-Verlag, Reinbek bei Hamburg 2002, ISBN 3-499-21198-X. (die Übersetzung ins Chinesische ist erschienen unter, ISBN 978-7-110-08025-2, N.175).
- Kekulés Träume – Eine andere Einführung in die Organische Chemie. Springer-Verlag, Berlin / Heidelberg 2014, ISBN 978-3-642-41709-2.
- Weitere Hinweise auf blattähnliche Organe an Prototaxiten. In: Der Aufschluss. 66, 2015, S. 355–360.
- Demokrit lässt grüßen – Eine andere Einführung in die Anorganische Chemie. Springer-Verlag, Berlin / Heidelberg 2016, ISBN 978-3-662-48886-7.
- Eselsbrücken zur Chemie – bequeme Zugänge zu einer schwierigen Wissenschaft. Springer Fachmedien Wiesbaden, 2017, ISBN 978-3-658-17729-4.
- Wöhlers Entdeckung – Eine andere Einführung in die Biochemie. Springer Spektrum, Berlin, 2019, ISBN 978-3-662-58859-8.

- Leichtgläubigkeit – Versuch über ein wenig beschriebenes Thema. Deutscher Wissenschafts-Verlag (DWV), Baden-Baden, 2023, ISBN 978-3-86888-199-8.